# Émile Michelet
Camille Émile Gaston Michelet (* 16. Juli 1867 in Paris; † nach 1900) war ein französischer Segler.

## Erfolge
Émile Michelet, der für den Cercle de la Voile de Paris segelte, nahm an den Olympischen Spielen 1900 in Paris teil, wo er in fünf Wettbewerben antrat. In der gemeinsamen Wettfahrt gelang ihm als Skipper der Turquoise der dritte Platz. Mit der Scamasaxe, zu deren Crew Marcel Meran gehörte, belegte er in der Bootsklasse 0,5 bis 1 Tonne in der ersten Wettfahrt den dritten und in der zweiten Wettfahrt den zweiten Platz. Des Weiteren segelte Michelet in der Bootsklasse 3 bis 10 Tonnen mit der Turquoise und beendete die erste Wettfahrt auf dem vierten Platz. In der zweiten Wettfahrt wurde er disqualifiziert.